# Kostanjeviška jama
Kostanjeviška jama este o arie protejată (arie specială de conservare — SAC, sit de importanță comunitară — SCI) din Slovenia întinsă pe o suprafață de 228,17 ha, integral pe uscat.

## Localizare
Centrul sitului Kostanjeviška jama este situat la coordonatele 45°50′03″N 15°25′32″E / 45.8341°N 15.4256°E.

## Înființare
Situl Kostanjeviška jama a fost declarat sit de importanță comunitară în aprilie 2004 pentru a proteja 3 specii de animale. Situl a fost protejat și ca arie specială de conservare în februarie 2012.

## Biodiversitate
Situată în ecoregiunea continentală, aria protejată conține 1 habitat natural: Peșteri inaccesibile publicului.
La baza desemnării sitului se află mai multe specii protejate:
- mamifere (2): liliacul mediteranean cu potcoavă (Rhinolophus euryale), liliacul mare cu potcoavă (Rhinolophus ferrumequinum)
- nevertebrate (1): fluturele-tigru (Callimorpha quadripunctaria)